# Teknisk Ukeblad
Teknisk Ukeblad est un magazine d'ingénierie norvégien. Le siège du magazine se trouve à Oslo, en Norvège.

## Histoire et profil
TU paraît chaque semaine depuis le 13 avril 1883 et est publié par Ingeniørforlaget, aujourd'hui Teknisk Ukeblad Media, propriété conjointe de trois associations professionnelles nationales d'ingénieurs et d'architectes : la Société norvégienne des ingénieurs et technologues (NITO, fondée en 1936), Tekna (fondée en 1874) et la Société polytechnique norvégienne (fondée en 1852).
Le 24 juin 2010, le tirage total du TU est de 302 000 exemplaires hebdomadaires.
Les publications correspondantes sont Ny Teknik en Suède, Ingeniøren au Danemark et Technisch Weekblad aux Pays-Bas.